# Code INS
Le code INS (en néerlandais : NIS-code) est un code alphanumérique, élaboré par la Direction générale Statistique, permettant des études statistiques de zones géographiques de la Belgique. Ce code géographique a été développé dans le milieu des années 1960 et a été utilisé pour la première fois pour le recensement de 1970. Le sigle provient de l'ancien nom de l'institution qui était « Institut national de la statistique ».

## Structure
Le code INS est une chaîne de cinq caractères :
- Le premier indique le numéro de la province. Si ce numéro est suivi de quatre zéros, c'est le code principal désignant la province (Exemple : 60000 → Province de Liège).
- Le deuxième mentionne le numéro de l'arrondissement administratif. Si ce numéro est suivi de trois zéros, c'est le code principal désignant l'arrondissement (Exemple : 62000 → Arrondissement administratif de Liège).
- Les trois derniers définissent le code unique de la commune dans l'arrondissement (Exemple : 62063 → Ville de Liège).

Ce code peut également avoir un sixième caractère alphanumérique sous la forme d'une lettre afin de faire des études statistiques sur une section de communes ou d'une division cadastrale et un septième caractère alphanumérique sous la forme d'un chiffre pour identifier le numéro de la section au sein de la commune. L'ajout de ces deux caractères permet l'étude des sections statistiques en Belgique qui sont au nombre de 6 344.

## Cas particuliers
- La Belgique a reçu le code 01000.
- Les trois régions ont également reçu trois numéros spécifiques, le 02000, le 03000 et le 04000 désignant respectivement la Région flamande, la Région wallonne et la Région de Bruxelles-Capitale.
- Les pays étrangers ont reçu également un code INS commençant par 00 et les trois derniers caractères indiquent le pays concerné. La France a le numéro 00111[2].
- En 1995, lors de la scission de la province du Brabant, dont le premier caractère était le 2, les deux nouvelles provinces ont conservé ce chiffre comme premier caractère mais elles ont reçu un nouveau code spécifique. Le code 20001 a été attribué au Brabant flamand tandis que le Brabant wallon a reçu le numéro 20002. Les arrondissements administratifs et les communes ont conservé leur ancien code.
- Les provinces et les communes bruxelloises sont classées par ordre alphabétique selon leurs noms en français.

## Historique

### Fusions des communes
Lors de la fusion des communes en Belgique entre 1961 et 1983, les anciennes communes, devenues des sections de communes, ont perdu leur numéro INS. Les nouvelles communes ont reçu un nouveau numéro. Les sections de communes ont cependant un code spécifique avec le sixième caractère alphanumérique, mis à la suite du code INS de la commune.

### Modifications du1erjanvier 2019
Le code INS de plusieurs communes a été modifié le 1er janvier 2019 à cause des modifications aux limites des arrondissements de la province de Hainaut, et à la fusion de communes flamandes. En cas de nouvelles fusions de communes, les communes fusionnées reçoivent un nouveau numéro INS qui est le suivant du dernier numéro sur la liste des communes d'un arrondissement administratif.

## Exemples
Le code INS est décomposé de la façon suivante
- Pour une province, celle de Flandre-Orientale : 40000
  - 4 : code de la Flandre-Orientale
  - 0000 : code désignant la province
- Pour un arrondissement administratif, celui de Dixmude : 32000
  - 3 : code de la Flandre-Occidentale
  - 2 : chiffre indiquant l'arrondissement administratif de Dixmude
  - 000 : code désignant l'arrondissement
- Pour une commune, celle de Clavier : 61012
  - 6 : code de la province de Liège
  - 1 : code de l'arrondissement administratif de Huy
  - 012 : code désignant la commune de Clavier
- Pour une section de commune, celle de Stokrooie dans l'entité de Hasselt : 71022E
  - 7 : code de la province de Limbourg
  - 1 : code de l'arrondissement administratif de Hasselt
  - 022 : code de l'entité de Hasselt
  - E : code de la section de commune de Stokrooie.